# Maria Gheorghiu
 (juillet 2017).
Maria Gheorghiu (née à Reșița le 28 août 1963) est une chanteuse roumaine.

## Discographie
- 1995 : Lacrimi în flăcări – Producteur Roton
- 1997 : Canon și Maria Gheorghiu – Producteur Alpha Sound
- 1998 : Pe la case luminate (album de chants de Noël) – Producteur Alpha Sound
- 1999 : Floare de vârtej – Producteur Intercont Music
- 2001 : Pe la case luminate 2 – Producteur Intercont Music
- 2004 : Timp netrăit – Ediție limitată – Producteur Maria Gheorghiu
- 2010 : Curcubeu
- 2013 : De 20 de ani « Om bun »